# ویلیام مولر
ویلیام مولر (انگلیسی: Trevor Murdoch؛ زادهٔ ۱۰ سپتامبر ۱۹۸۰) کشتی‌گیر، و کشتی‌گیر کشتی حرفه‌ای اهل ایالات متحده آمریکا است.